# EATER
『EATER』（イーター）は、うすね正俊による日本の漫画作品。『スーパージャンプ』（集英社）、後に増刊で1990年から1994年まで連載された。宇宙から来た邪悪な生命体と、その血を引きながら地球人の心を持った不完全体との戦いをグロテスクな描写を交えながら描く、SF漫画である。

## あらすじ
第1部
深夜に霊能修行中だった清水青子が目撃した2匹の鬼は、実は宇宙から来た生命体EATER・黒丸とその息子・紅丸だった。紅丸が黒丸を倒した1年後、青子は火途馬を追った紅丸と幾谷で再会する。
第2部
その後も戦いが激化していく中、富士見町全体を巻き込む富士見町ガスタンク爆発事件が起こり、信乃との戦闘中に瀕死の紅丸へ青子の魂が憑依したことで、「導く者」へと変身して信乃の魂を救った。しかしこの年、すなわち青子の高校3年の夏が「平和だったといわれた時代の最後の夏」になることは、誰もまだ知らなかった。

## 登場人物

### 主人公
紅丸（べにまる）
EATERの一族で黒丸の息子。しかし、霊能者の母親が紅丸を身ごもった際に宇宙人の魂を取り除いたため、心が人間のまま生まれた不完全体である。その出生ゆえにEATERを憎み、敵対している。黒丸との戦闘場面を清水青子に目撃され、幾谷で彼女と合流してからは一緒に行動している。人間と同じ食事か、同族の魂しか食べない。
清水青子（しみずあおこ）
17歳の女子高生。霊能者として修行を続けている。ウォークマンの音楽で精神を集中させ、その能力を高めることができる。両親はトレジャーハンターで世界中を飛び回っているため、基本的に一人暮らし（第2部からは紅丸と同居）。黒丸に倒された紅丸を助けるべく自らの霊体を彼へ一部渡した際、紅丸の霊体の影響を受けてしまったために霊能力に変調をきたし、対EATERの能力を得た。さらに信乃との戦いでは、紅丸に乗り移った際に紅丸のエネルギーを得て、その霊体は完成した。

### EATER
「EATER」とは宇宙から地球にやってきた霊的生命体で肉体そのものは無い。このため、まず女性の体に精を植え付けて母体の遺伝子情報を盗み、人間の子として生まれてくる。体が大人になると変態できるようになり、人の心がなくなり宇宙人の本性が目覚める。彼らは動植物の霊気を食べる生命体であるが、人間自体も食らう。本体は霊気を吸収し続ける限りは不滅だが、一度死んでしまう（本体が消滅する）と人間のように輪廻転生は出来ない。また霊気を吸収するには人間の体が必要なので、肉体を破壊されると別の体にのり移る必要がある。霊魂は霊素の塊であり、肉体は周囲の霊素を取り込んで霊魂に循環させる器官だからだ。そのためEATERを倒すには本体を食らう以外に方法がないのでEATERはEATERでなければ倒せない。血中に「虫」と呼ばれる寄生体を持っており、周囲の状況を偵察させたり人間に寄生させて操ることが出来る。飛行能力などすさまじい超能力を発揮するが、人間の体では耐えられないので変身する。その際肉体が分子レベルで変化するため身につけていた物体は体に同化して半生物化し、思念で意のままに操ることが出来る。その強度はEATERの能力の強さに比例する。またその姿は精神や肉体の特徴に影響される。EATERは「委員会」と呼ばれる組織を頂点としている。委員会に所属しているEATERは年齢は600歳をはるかに超えると思われる。人間の知らない霊素などの仕組みを研究しており、岩田総合病院を経営して鬼の復活の研究をしたりしている。どこの星から来たのか、その目的などは劇中で一切語られていない。
- 順序は登場順

黒丸
紅丸の父親にして、彼の生みの母親を殺した男。青子を人質に取って紅丸を窮地に陥れたが、青子の霊体を分けてもらった紅丸に敗れて食われた。
火途馬（かずま）/ ゲラルド・ハリマン大佐
同僚1匹と紅丸を襲ったが、逆襲されてスペースシャトル「サンダウナーズ」に衝突、幾谷に堕ちた。その後サンダウナーズの回収に現れたアメリカ陸軍の兵器開発の天才であるゲラルド・ハリマン大佐に乗り移り、海兵隊員らを操って紅丸を襲撃、最後はアメリカ軍の秘密兵器トム・ガンと合体して攻撃したが、ダニーの力を借りた紅丸にエネルギー伝導管を破られているのに気が付かずに発砲して自爆。魂は紅丸に食われた。
T.J.
アメリカ陸軍の軍人。ゲラルド・ハリマン大佐の右腕としてサンダウナーズ着陸現場に来た。EATERとなった大佐に虫を使って操られ、トム・ガンを修理したが、負傷した大佐に食われる。
キース&ニコナー
アメリカ陸軍の軍人でゲラルド・ハリマン大佐の直属の部下でサンダウナーズ着陸現場に来た。元グリーンベレーで狙撃の名人でもある。虫につかれることを免れたダニー・ボーンを襲ったが、青子の精神波を受けて死亡。
クリス
アメリカ海兵隊員として不時着したサンダウナーズの保護のために幾谷に来た。大佐から虫を移されて操られ、青子達を襲ったが、青子の精神波を受けて死亡。ダニー・ボーンの親友。
岩田
岩田総合病院に勤務し、霊素収集装置K・Bの開発や信乃の復活作業を行った。K・Bを襲った紅丸に車ごと爆破され、魂は紅丸に食われた。
K・B
岩田らのチームが開発した霊気収集機で、富士見町の住民から霊気を吸収し信乃に与えた。紅丸により破壊される。
富永
年齢600歳以上の元“鬼師”と呼ばれる技術者集団の出身。信乃ら103匹の鬼を保存しており、敵対する勢力と対抗するために目覚めさせようとしている。青子との遭遇を基に「導く者」の謎を解明しようとする。
鬼師
不完全体を改造して作った戦闘用EATER＝鬼を作り、操った技術者集団で500年前の「導く者」との戦闘の時に威力を発揮した。
西村
岡崎和彦の同室者として岩田総合病院に入院していたが、その役目は霊能を持つ岡崎の監視役。下っ端としてエリートである岩田などに劣等感を持っている。
維坂（いさか）
岩田総合病院に勤める岩田の同僚で、一緒に作業や研究をしていた。富士見町の決戦で紅丸に撃たれたが、着水して逃げ延び富永に合流、自らを鬼に改造するよう依頼している。
石川
維坂の同僚で、信乃の初外出の監視役として同行したが、ブックセンターまるもとで青子と遭遇した際に、その思念波を受けて爆死した。
信乃
富永によって500年間保存された後、対紅丸要員として復活させられた鬼。元は不完全体のEATERだったが、「導く者」の力についていけず脱落した後に囚われて改造された。その物質支配力は紅丸より強力で、身にまとう鎧はM16程度の弾丸では貫通できない。手に持つ刀は霊魂を吸収することが出来る。紅丸を瀕死の状態にまで追い込んだが、紅丸と合体した青子には敵わず、ガスタンクの爆発で肉体は消滅、魂魄は青子によって刀に納められた。

### 不完全体
紅丸のようにEATERでありながら人間の心を残した者が「不完全体」と呼ばれる。紅丸を始め不完全体には例外なくその苦悩を隠すための骨皮面（こつひめん）と呼ばれる仮面があらわれ、顔と牙を隠している。EATER達は彼ら不完全体を危険とみなし抹殺の対象にしている。500年前には「導く者」に率いられた8人の不完全体がEATER達と戦い、当時のEATERの約8割までも殺したらしい。本編に現れるのは以下の2人のみだが、組織的に動いているらしい。
山本
不完全体組織の一員で、青子が「導く者」である可能性を知って青子・紅丸を監視していた。入院していた青子を襲った維坂を撃退した。
山本の連れ
山本と今回行動を共にしていた男。名前は不明。山本より年少で青子監視の深い意味を知らなかったらしい。

### その他登場人物
ダニー・ボーン
アメリカ軍第101海兵師団空挺部隊に所属する兵士。不時着したスペースシャトルサンダウナーズの保護、回収のために幾谷に来たが、火途馬に乗り移られたゲラルド・ハリマン大佐が隊員を射殺させるのを見て、山中に避難した際に青子と合流した。青子を地雷からかばって負傷した後、大佐に殺されそうになった青子を救うために飛び出して撃たれて死んだが、その魂は成仏する前に瀕死の紅丸に中に入り込み大佐と戦い、紅丸を勝利に導いた。
岡崎和彦
受験の重圧で胃潰瘍になって岩田総合病院に入院していた学生。霊能が強かったため監視対象になっていたが、偶然富永らの信乃復活実験の現場を目撃したために事故死を装って殺された。
陽子ほか
陽子とその他2人の女の子。青子の高校の友人で、いつも一緒に出かけたりしている。

### 事件
サンダウナーズ不時着事件（幾谷事件）
スペースシャトル、サンダウナーズ号が謎の物体に衝突され墜落、奇跡的に日本の○○県幾谷に墜落。このため練馬基地からアメリカ海兵隊が現場の保全と回収に出動した。その後、進入したスパイにより燃料庫が爆破され、様子を見るために出かけた海兵隊のバンカー大佐が射殺された。その後、サンダウナーズに積まれていた核光線兵器トム・ガンのものと思われる光線が日本の各地を襲った。その後宇宙空間で大規模な爆発が確認されたが、これと上記の事件との関連性は不明。
実態は紅丸と火途馬の戦闘に巻き込まれたサンダウナーズ号が火途馬の操作により不時着、火途馬に取り込まれたハリマン大佐が紅丸を抹殺するために起こした騒動であり、最終的にトム・ガンを取り込んだハリマン大佐が紅丸の工作により自爆して終結。
受験生飛び降り自殺事件
とある地方都市の病院で極度の受験ノイローゼになっていた岡崎和彦による飛び降り自殺。
実態は富永の実験を目撃した岡崎が殺害されている。
柳商店ガス爆発事件
柳商店にあるブックセンターまるもとでガス爆発が起き、多数の死傷者が発生した事件。
実態は信乃と青子・紅丸の遭遇を隠滅するための維坂によるガス爆発。
富士見町ガスタンク爆発事件
富士見町にある大きなガスタンク2基のうちの1基が突如原因不明の爆発を起こし、多数の死傷者が出た事件。
実際は青子に追われた信乃のガスタンクと同化による爆発。
またその前に富士見町全体の霊素を奪い、停電をおこしたため街が無力化し事故・火災などが多発した。

## 単行本
コミックス
- 集英社・ジャンプコミックスデラックス（全5巻）
- エンターブレイン・ビームコミックス（全4巻）